# Lucius Caesar
Lucius Caesar (latin: Lucius Julius Caesar ), född år 17 f.Kr. i Rom, död 20 augusti år 2 e.Kr. i Massalia, var son till Agrippa och Julia den äldre. Som nyfödd adopterades han tillsammans med sin äldre bror Gaius Caesar av morfadern Augustus, som hoppades att någon av dem skulle bli hans efterträdare. Lucius Caesar spåddes en lysande framtid som politiker och militär, men avled vid cirka 19 års ålder oväntat i Massalia, då han färdades till den romerska hären i Hispania.